# Kozojedy (district de Jičín)
Pour les articles homonymes, voir Kozojedy.
Kozojedy (en allemand : Groß Kosojed) est une commune du district de Jičín, dans la région de Hradec Králové, en République tchèque. Sa population s'élevait à 167 habitants en 2022.

## Géographie
Kozojedy se trouve à 14 km au sud de Jičín, à 35 km à l'ouest-nord-ouest de Hradec Králové et à 72 km au nord-est de Prague.
La commune est limitée par Češov et Volanice au nord, par Sběř à l'est, par Žlunice au sud, et par Slavhostice à l'ouest.

## Histoire
La première mention écrite de la localité date de 1369.

## Transports
Par la route, Kozojedy se trouve à 11 km de Kopidlno, à 18,5 km de Jičín, à 44 km de Hradec Králové et à 96 km de Prague.